# Alliance des Bakongo

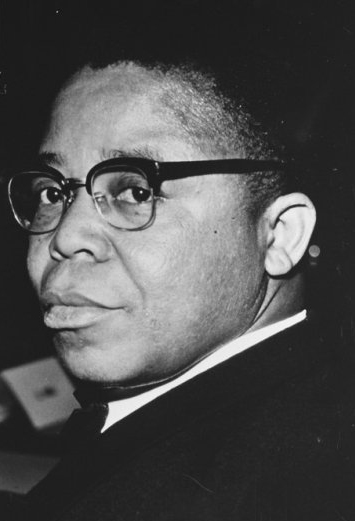
Joseph Kasavubu, Vorsitzender der Alliance des Bakongo

Die Alliance des Bakongo (abgekürzt Abako, auf Lingála Boyókani bwa bakɔ́ngɔ; ursprünglich Association des Bakongo pour l'unification, la conservation, le perfectionnement et l'expansion de la langue kikongo, dt. Vereinigung der Bakongo für die Vereinheitlichung, Bewahrung, Vervollkommnung und Ausbau der Sprache Kikongo) war eine politische-kulturelle Vereinigung der Bakongo und später lokal bedeutende Partei in der frühen Demokratischen Republik Kongo in den Jahren nach der Unabhängigkeit 1960. Sie war die erste Unabhängigkeitsbewegung im Belgischen Kongo, ihr Vorsitzender Joseph Kasavubu war erster Präsident des Landes.

## Geschichte

### Vor der Unabhängigkeit
Die Abako ging ursprünglich aus der christlichen Kimbanguistenbewegung, die besonders unter der ethnischen Gruppe der Bakongo viele Anhänger zählte, hervor. Ursprünglich nur als kulturelle Vereinigung zugelassen, entwickelte sich die Abako ab 1950 zu der stärksten Massenbewegung gegen die belgischen Kolonialisten. Diese förderten wiederum nach dem Prinzip divide et impera zunächst die Mouvement National Congolais, um ein Gegengewicht zur Abako zu schaffen und somit die nationalistische Bewegung zu schwächen.
Als am 8. Dezember 1957 erstmals Kommunalwahlen von den Belgiern zugelassen wurden, stellte die Abako im Siedlungsgebiet der Bakongo und somit auch in der Hauptstadt Léopoldville fast alle Bürgermeister.
Ab dem Jahre 1958 wurde von der belgischen Kolonialverwaltung erstmals die Gründung von Parteien legalisiert, weshalb die Abako seit diesem Jahr offiziell als Partei auftreten konnte.
Im Jahre 1959 wurde Joseph Kasavubu zum Präsidenten der Abako gewählt, welche noch im selben Jahr einen Aufstand gegen die Kolonialverwaltung auslöste, in dessen Verlauf mehrere Vertreter der nationalistischen Bewegungen verhaftet wurden.
Bei den im Mai 1960 veranstalteten Parlamentswahlen gewann die Abako nur 12 der 137 Sitze, weshalb es ihr später auch nicht gelang, eine Regierung zu bilden.

### Nach der Unabhängigkeit
Als die Demokratische Republik Kongo am 30. Juni 1960 in die Unabhängigkeit entlassen wurde, wurde Joseph Kasavubu, gewählt von der Nationalversammlung, erster Präsident des neu entstandenen Staates. Patrice Lumumba, dessen Partei  MNC-L  im Parlament die meisten Sitze für sich in Anspruch nehmen konnte, wurde Ministerpräsident.
Da die Abako unter Kasavubu als eher gemäßigt und pro-westlich galt, während die MNC Lumumbas eher dem linken Lager zuzuordnen war, kam es zwischen beiden Parteien zu heftigen Auseinandersetzungen. Hinzu kam, dass die Abako, da sie eine Bevormundung der Bakongo durch andere ethnische Gruppen befürchtete, eher für eine föderalistische Staatsform eintrat, während die MNC-L die Schaffung eines zentralistischen Staates anstrebte. Dies führte sogar dazu, dass manche Abako-Anhänger öffentlich mit dem Separatisten Moïse Tschombé sympathisierten.

### Verfassungskonflikt
Am 5. September 1960 entließ schließlich Kasavubu Patrice Lumumba als Ministerpräsident, welcher kurz darauf Kasavubu für abgesetzt erklärte. Beide Politiker weigerten sich jedoch, ihre Ämter aufzugeben. Allerdings ernannte Kasavubu  Joseph Iléo zum neuen Ministerpräsidenten, der aber zunächst nicht in der Lage war, die Amtsgeschäfte von Lumumba zu übernehmen.

### Putsch Mobutus
Um diesen Verfassungskonflikt zu lösen, putschte der Generalstabschef Mobutu im September 1960 und erklärte sich zunächst für neutral. Allerdings ergab sich schon nach kurzer Zeit eine Zusammenarbeit zwischen Kasavubus Abako und Mobutus Militärregime, was schließlich in der Ermordung Lumumbas gipfelte, wodurch Joseph Iléo, der ja zuvor von Kasavubu zum Ministerpräsidenten ernannt worden war, seine Tätigkeit als solcher aufnehmen konnte.
Am 2. August 1961 entließ Kasavubu Joseph Iléo und setzte den Favoriten der USA Cyrille Adoula als neuen Ministerpräsidenten ein. Als dieser im Jahre 1964 zurücktrat, setzte Kasavubu den ehemaligen Separatisten Tschombé ein. Nach dessen Entlassung putschte Mobutu erneut und setzte Kasavubu ab und verbot im Jahre 1967 die Abako.

## Auslandsbeziehungen
Da die Abako im Gegensatz zu Lumumbas MNC als eher gemäßigt galt, unterhielt sie gute Beziehungen mit den USA und anderen westlichen Staaten. Aus diesem Grund wurde die Abako von den Staaten der Casablanca-Gruppe als politischer Gegner angesehen. Dies führte schließlich auch zu Spannungen zwischen der Abako und den aus den Ländern der Casablanca-Gruppe entsandten Blauhelmkontingenten.
Des Weiteren unterhielt die Abako gute Beziehungen zu Fulbert Youlou, dem Präsidenten von Kongo-Brazzaville. Auf der einen Seite war dies darauf zurückzuführen, dass Youlou, ebenso wie Kasavubus Abako, dem prowestlichen Lager zugerechnet wurde. Auf der anderen Seite stütze Youlou seine Macht auf das im Süden von Kongo-Brazzaville lebende Volk der Bakongo, welches auch die Basis der Abako stellte.